# Багровый прилив
«Багровый прилив» (англ. Crimson Tide) — американский боевик-триллер 1995 года о подводниках, восьмой полнометражный фильм, снятый Тони Скоттом и спродюсированный Доном Симпсоном и Джерри Брукхаймером. Действие фильма разворачивается в период политической нестабильности в России, где ультранационалисты угрожают запуском ядерных ракет по США и Японии.
Фильм рассказывает о конфликте между опытным командиром американской атомной подводной лодки (Джин Хэкмен) и его новым старшим помощником (или старпомом, которого играет Дензел Вашингтон), возникающем из-за противоречивых толкований приказа о запуске ракет. Сюжет невольно перекликается с реальным инцидентом во время Карибского кризиса.
Ханс Циммер, автор музыки к фильму, получил премию «Грэмми» за главную тему, в которой вместо традиционных оркестровых инструментов активно используются синтезаторы. Расширенная версия, включающая семь минут удалённых сцен, была выпущена на DVD в 2006 году, в то время как релиз на Blu-ray 2008 года включал только театральную версию. В настоящее время разрабатывается сиквел.

## Сюжет
Сюжет завязан на реалиях начала 1990-х годов — страха перед нестабильностью в России в первые годы после развала СССР, расового противостояния в США, в том числе во флоте, и процедуре коллективного принятия решения о пуске баллистических ракет с ядерными боеголовками: решение командира (в данном случае — подводной лодки) о применении ядерного оружия должно быть подтверждено следующим по рангу офицером.
Действие фильма происходит на борту атомной подводной лодки ВМС США «Алабама». Лодкой длительное время командует старый заслуженный капитан (Джин Хэкмен), в которого безоговорочно верит офицерский состав (Вигго Мортенсен, Джеймс Гандольфини и другие — все белые). На «Алабаму» приходит служить чернокожий старший помощник капитана (Дензел Вашингтон); между ним и капитаном сразу развивается скрытое противостояние, не мешающее службе, пока не начинаются реальные боевые действия.
В ответ на действия чеченских сепаратистов российская авиация наносит удары по позициям боевиков у Рутула и Белокана (Азербайджан). Возмущённые потерями среди гражданского населения, лидеры США, Великобритании и Франции приняли решение приостановить экономическую помощь России. Лидер ультраправых националистов Владимир Радченко объявил санкции равносильными объявлению войны. Объявив президента марионеткой США, Радченко поднял мятеж.
Мятежники захватывают контроль над российским Дальним Востоком. Тихоокеанский флот США приводится в состояние полной боевой готовности. «Алабама» выходит в море к позиции пуска. Там американцы засекают российскую подлодку типа «Акула», одну из четырёх, выполняющих приказы мятежников. Затем приходит сообщение — коды запуска российских ракет украдены, мятежники готовы к удару по США и Японии. «Алабама» получает по радио приказ на запуск ядерных ракет против ракетных шахт в России. Капитан приказывает начать процедуру подготовки к запуску. Вскоре, вслед за этим, отсек связи начинает принимать ещё одно сообщение от командования. Однако, из-за большой глубины, они не могут его получить. Старпом предлагает выпустить радиобуй для работы на сверхнизких частотах, чтобы принять сигнал. Капитан соглашается: лодка не может всплывать, пока где-то рядом находится противник. Во время выпуска кабеля неисправная лебёдка издаёт громкий шум, который засекает «Акула» и выпускает две торпеды. В ходе боя американцам удаётся уйти, однако кабель оборван и сообщение, которое начало было приходить, оказывается оборванным на первых словах. Его истинный смысл неясен — это подтверждение приказа на запуск, или же наоборот.
Старший офицер предлагает всплыть, для повторного приёма сообщения, так как в нём, по его мнению, может быть приказ как на изменение цели для ракетного удара, так и полная его отмена. Капитан отказывается, мотивируя это тем, что оборванное сообщение не важно, поскольку у них на руках есть последний приказ, в котором говорится о нанесении немедленного ракетного удара. Старший офицер не готов развязать ядерную войну, не имея стопроцентного подтверждения правильности своих действий. Он отказывается подтвердить решение капитана о немедленном пуске ракет. Капитан приказывает арестовать старшего офицера, но внезапно обнаруживает, что по букве устава именно ему, за попытку одностороннего решения о пуске ракет, придётся идти под арест.
Вскоре после того, как старший офицер берёт управление лодкой и приказывает всплыть для получения оборванного сообщения, «Алабаму» атакует «Акула». Она выпускает две торпеды, но умелое командование старшего офицера и работа команды позволяют уйти от попадания. Ответным огнём «Алабама» уничтожает противника. Все ликуют. Однако внезапно выясняется, что перед уничтожением «Акула» успела выпустить последнюю торпеду из кормового аппарата. Расстояние слишком близкое, но «Алабама» активно маневрирует, пытаясь уйти от торпеды. Взрыв происходит совсем рядом с лодкой, и «Алабама» получает повреждения. Трюм начинает заливать, а силовая установка останавливается. Старший офицер приказывает устранить течь и восстановить тягу. Лодка, между этим, погружается все глубже, приближаясь к критической глубине, по достижении которой, она будет раздавлена давлением воды. Течь в трюме усиливается и старший офицер приказывает задраить отсек, несмотря на то, что в нём все ещё находятся трое механиков, которые не покидают его, несмотря на приказы старшего офицера и четвёртого механика, находящегося около люка. Счёт идёт на секунды. Старший офицер отдаёт тяжёлый приказ немедленно запечатать отсек. Механики не уходят, но тут трубы в отсеке взрываются под напором воды — отлетевшая крышка убивает одного из механиков. Единственный, находящийся у люка механик, запечатывает отсек вместе с тремя товарищами, понимая, что они погибнут. Машинному отделению удаётся восстановить тягу, когда лодка уже почти достигла критической глубины. Двигатели запущены и «Алабама» начинает всплывать.
Воспользовавшись ситуацией, верные капитану офицеры, с помощью друга старшего офицера и начальника боевого отделения Уэббса (Вигго Мортенсен), получают доступ к арсеналу лодки и, вооружившись, освобождают капитана запертого в своей каюте. Они захватывают корабль и смещают старшего офицера. Старпом и верные ему люди (которых очень мало) арестованы и заперты в кают-компании. Однако они тоже устраивают диверсию, вооружившись, начинают подготовку к ответным действиям. Капитан приказывает начать подготовку к запуску ядерных ракет.
Обе стороны оказываются лицом к лицу на командирском мостике, наставив друг на друга оружие. Шифровщик докладывает, что вот-вот восстановит связь, командир и старпом решают подождать три минуты. В итоге «Алабама» всё-таки получает приказ — о снижении уровня боевой готовности. Русские мятежники разоружены, война отменяется. По возвращении на базу военный трибунал решает, что оба офицера действовали в рамках устава — противоречие заложено в самих принципах применения ядерного оружия.

## В ролях
- Дензел Вашингтон — старший офицер Рон Хантер
- Джин Хэкмен — капитан Фрэнк Рэмси
- Джордж Дзундза — боцман «Коб»
- Вигго Мортенсен — лейтенант Питер «Уэпс» Инс
- Джеймс Гандольфини — лейтенант Бобби Доэрти
- Мэтт Крэйвен — лейтенант Рой Циммер
- Рокки Кэрролл — лейтенант Дэрик Уэстергард
- Дэнни Нуччи — старшина 1-го класса Дэнни Риветти
- Стив Зан — матрос Уильям Барнс
- Рикки Шродер — лейтенант Пол Хеллерман
- Райан Филлипп — матрос Грэттэм
- Дэниел фон Барген — Владимир Радченко
- Джейсон Робардс — адмирал Андерсон
- Скотт Граймс — офицер Хилейр

## История создания и проката фильма

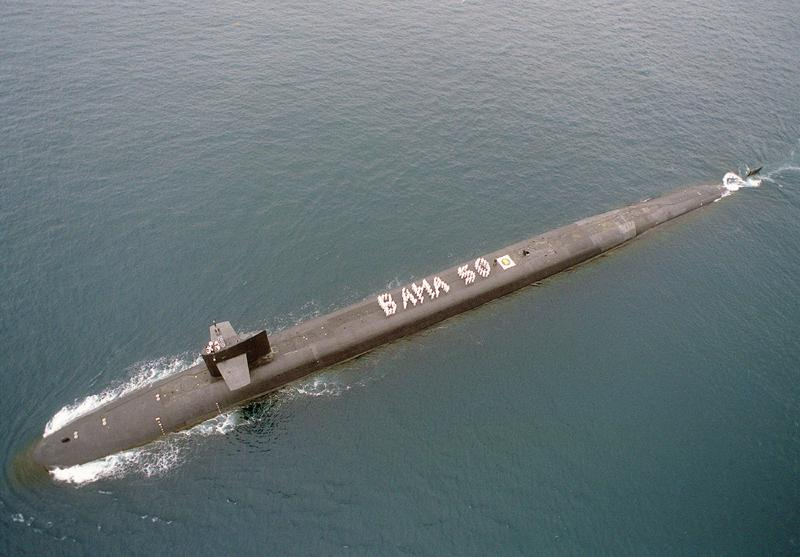
Реальная ПЛ «Алабама», фото 2000 года

ПЛ «Алабама» (USS Alabama (SSBN-731)) существует в действительности — это ПЛАРБ типа «Огайо», вступившая в строй в 1985 году. В «надводных» сценах в её роли выступала дизельная ПЛ с бутафорской надстройкой.
Само название лодки отсылает зрителя к образам рабовладельческого юга США, предвещая расовое столкновение. Однако тема расового конфликта возникла не сразу: Продюсеры вначале рассматривали на роль старпома белых актёров (Энди Гарсия, Брэд Питт). Роль капитана была изначально предложена Аль Пачино. Томми Ли Джонс и Вэл Килмер также отказались сниматься в ведущих ролях фильма.
В «доводке» диалогов участвовал Квентин Тарантино. Техническим консультантом фильма выступил бывший командир настоящей ПЛ «Алабама»; он также снялся в эпизоде в роли члена военного трибунала.
По данным IMDB, при бюджете в 53 миллиона долларов фильм собрал кассу 157 миллионов — из них 66 за пределами США.

## Награды и номинации
- 1996 — три номинации на премию «Оскар»: лучший монтаж (Крис Лебензон), лучший звук (Кевин О’Коннелл, Рик Клайн, Грегори Уоткинс, Уильям Каплан), лучший монтаж звуковых эффектов (Джордж Уоттерс II).
- 1996 — номинация на премию «Сатурн» за лучшую музыку (Ханс Циммер).
- 1996 — номинация на премию Американского общества кинооператоров (Дариуш Вольский).
- 1996 — премия «Грэмми» за лучшую инструментальную композицию, написанную для кино или телевидения (Ханс Циммер).
- 1996 — номинация на премию MTV Movie Awards за лучшую мужскую роль (Дензел Вашингтон).